# Maria Jolanta Batycka-Wąsik
Maria Jolanta Batycka-Wąsik (ur. 6 maja 1960 w Chotyńcu) − polska działaczka samorządowa, od 1998 wójt gminy Lesznowola.

## Życiorys
Jest córką Tacjanny i Stefana. Ukończyła prawo samorządowe na Uniwersytecie Warszawskim. Ukończyła też podyplomowe studia zarządzana i marketingu oraz studia z prawa europejskiego samorządu terytorialnego w Instytucie Nauk Prawnych Polskiej Akademii Nauk, gdzie w 2011 ukończyła również studia doktoranckie i otworzyła przewód doktorski.
Od 1992 związana z samorządem gminy Lesznowola, a od 1998 jest wójtem. 10 lipca 2019 r. została zatrzymana przez Centralne Biuro Antykorupcyjne pod zarzutem podejrzenia przekroczenia uprawnień i niedopełnienia obowiązków, związanych z niezasadnym wypłacaniem odsetek od zerwanej umowy i umarzaniem należności podatkowych. 26 kwietnia 2021 r. Sąd Okręgowy w Warszawie wydał w tej sprawie wyrok, skazując ją na 1,5 roku więzienia w zawieszeniu na 3 lata. 

## Odznaczenia i wyróżnienia
Wielokrotnie nagradzana i odznaczana różnymi wyróżnieniami, m.in.:
- w 2011 przez prezydenta Bronisława Komorowskiego Krzyżem Kawalerskim Orderu Odrodzenia Polski[6]
- Złotym Krzyżem Zasługi
- Złotym i Srebrnym Medalem za Zasługi dla Policji
- Odznaką Honorową za Zasługi dla Samorządu Terytorialnego
- Medalem „Za zasługi dla obronności kraju”
- Odznaką Honorową za Zasługi dla Rozwoju Gospodarki Rzeczypospolitej Polskiej
- Srebrną Odznaką „Przyjaciel Dziecka”
- „Najlepszy Wójt 10-lecia”[3]
- „Najlepszy Samorządowiec 2005 Roku”
- (kilka razy) Najlepszy Wójt Roku 2009, 2010, 2011, 2012, 2013
- „Europejczyk Roku 2011”
- „Kobieta Sukcesu Mazowsza 2011”[2]